# René Saorgin
René SaorginSaorgin (Cannes, 21 ottobre 1928 – Nizza, 16 dicembre 2015) è stato un organista francese.

## Biografia
Nato a Cannes nel 1928, René Saorgin frequentò i conservatori di Nizza e di Parigi, studiando con Maurice Duruflé e con Noël Gallon. Successivamente si perfezionò in organo con Gaston Litaize e con Fernando Germani.
Dal 1951 al 1954 fu organista titolare della chiesa di Saint-Pierre-de-Montmartre a Parigi, e, nel 1958, vinse il Premio J.S.Bach al concorso internazionale di Gand. Insegnò organo al conservatorio di Nizza dal 1954 al 1996, e, dal 1969 al 1971, fu anche rettore del conservatorio di Ajaccio. Fu inoltre organista della chiesa di Saint-Jean-Baptiste a Nizza dal 1954 al 1984. Fu membro della sezione musicale della commissione per i monumenti storici di Francia e si occupò del restauro e della conservazione degli strumenti antichi presenti in territorio francese.
Ha inoltre registrato numerosi CD: degne di nota le sue esecuzioni dell'Orgelbüchlein di Johann Sebastian Bach, inciso all'organo dell'abbazia dei Santi Pietro e Paolo a Luxeuil-les-Bains, e dell'integrale delle composizioni per organo di Dietrich Buxtehude, registrate all'organo della chiesa di San Lorenzo ad Alkmaar e all'organo della chiesa di San Michele a Zwolle.
È scomparso il 16 dicembre 2015 dopo una breve malattia.